# 해방선
해방선(영어:Liberator)은 스타크래프트 2 종족인 테란의 유닛이다. 우주공항에서 생산이 가능한 유닛이다.

## 특징
해방선은 스타크래프트 2에서 새롭게 추가된 유닛이다. 전작인 스타크래프트와 리마스터 버전인 스타크래프트 리마스터에 나오는 발키리를 계승하는 유닛으로 전작의 발키리와 달리 비록 이동은 불가능하고 단일 공격이지만 수호기 모드를 통하여 지상 유닛들의 공격할 수 있는 기능이 추가되었다. 해방선의 공중 공격은 전작의 발키리와 같이 광역 공격이 된다. 해방선의 영어 이름인 Liberrator을 한글로 그대로 음역하면 리버레이터가 된다. 해방선은 공중에선 강력한 광역 공격을 하기 때문에 적의 공중 유닛들을 상대하는데 적합하며 이는 전투순양함의 호위 유닛으로도 적합하며 바이킹과 공중 조합도 강력하다. 지상에서는 가시지옥과 같은 지상 유닛들을 상대하는 데도 적합한 요건을 갖추고 있으며 사거리 업그레이드를 통해 더욱 강력한 지상 화력 지원 유닛으로도 활용한다. 이러한 점이 있기 때문에 해방선은 전작의 발키리와 달리 테란 플레이어가 더욱 많이 활용하며 테저전, 테테전, 테프전에서도 모두 사용이 된다. 여기서 테테전의 경우는 지상 지원 유닛으로도 많이 활용되는 테프전이나 테저전과 달리 바이킹의 공중 지원 유닛으로 사용하는 편이다. 해방선을 생산하는데 필요한 선행 건물 조건은 우주공항으로 우주공항을 짓기만 하면 바로 생산이 가능하지만 한번에 2기 이상의 해방선을 생산하려면 우주공항에 반응로를 애드온해주는 것이 좋다. 해방선의 기술 연구와 업그레이드는 우주공항에 애드온된 융합로에서 시행하며 우주공항에 애드온된 융합로에선 해방선의 수호기 모드와 전투기 모드 연구, 해방선의 수호기 모드 사정거리 업그레이드를 실시한다. 해방선을 생산하는데 필요한 자원, 인구수, 생산 시간은 광물:150, 가스:125, 인구수:3이 된다. 유닛의 능력치는 체력:180, 기본 방어력:0, 전투기 모드의 공대공 공격은 기본 공격력:5에 강력한 방사 광역 공격, 수호기 모드의 지대지 공격은 공격력:75에 사정거리:10에 사거리 업그레이드를 완료하면 12의 사정거리의 능력치를 가지고 있다. 해방선의 체력은 공중 유닛들 중에선 전투순양함 다음으로 높지만 전작의 발키리와 달리 기본 방어력이 없어 의외로 빨리 죽기도 한다. 스타크래프트 2의 협동전과 캠페인에서는 전작의 유닛인 발키리와도 같이 사용이 가능하며 발키리, 망령 등과도 강력한 공중 유닛 조합을 만드는 유닛이 된다.

## 같이 보기
- 스타크래프트
- 테란